# Breakaway-Klasse
Die Breakaway-Klasse ist eine Schiffsklasse, die im Auftrag von Norwegian Cruise Line auf der Meyer-Werft in Papenburg entstand.

## Geschichte
Die ersten beiden Schiffe wurden im Oktober 2010 bestellt. Baubeginn für das Typschiff war am 21. September 2011. Die Norwegian Breakaway wurde im April 2013 abgeliefert. Die Norwegian Getaway wurde im Januar 2014 abgeliefert.
Im Oktober 2012 bestellte die Reederei zwei weitere Neubauten. Sie werden jedoch durch ein weiteres Deck mit rund 163.000 BRZ vermessen und damit etwas größer als die beiden Vorgängerschiffe sein. Aus diesem Grund werden diese Schiffe auch als Breakaway-Plus-Klasse zusammengefasst. Die Ablieferung des ersten Schiffes wurde für Oktober 2015 vereinbart, die des zweiten Schiffes für Anfang 2017.
Die Schiffe der Breakaway-Plus-Klasse erhalten ein Abgasreinigungssystem, bestehend aus jeweils 5 Scrubbern. Diese sind (Stand Mitte 2013) die weltweit größte Abgasfilteranlage auf einem Schiff.
Im März 2015 unterschrieb Norwegian Cruise Line einen Vertrag mit Silverstream Technologies für die Lieferung eines Air Lubrication System, welches auf der Norwegian Joy installiert werden soll. Darüber hinaus wurden zwei Optionen vereinbart, nach denen auch die für 2018 und 2019 geplanten Neubauten mit diesem System ausgestattet werden sollen.
Am 20. März 2014 begann mit dem ersten Stahlschnitt der Bau der Norwegian Escape. Nach der Kiellegung am 19. September 2014 wurde das Schiff am 15. August 2015 ausgedockt. Die Ablieferung erfolgte am 22. Oktober 2015. Die Norwegian Escape war bei Ablieferung das größte Schiff der Flotte sowie nach der Quantum-Klasse und Oasis-Klasse von Royal Caribbean International das größte Passagierschiff der Welt.
Am 16. September 2015 mit dem ersten Stahlschnitt begann der Bau des vierten Schiffes. Ursprünglich noch unter dem Namen Norwegian Bliss geplant, wurde der Name während des Baus in Norwegian Joy geändert. Am 4. März 2017 verließ das Schiff das Baudock und wurde am 27. April an den Auftraggeber abgeliefert.
Bereits im Juli 2014 hatte NCL zwei weitere Schiffe der Breakaway-Plus-Klasse mit geplanter Ablieferung 2018 und 2019 bestellt, die spätere Norwegian Bliss und die spätere Norwegian Encore. Der Bau der Norwegian Bliss mit der Baunummer S. 707 begann am 28. Oktober 2016. Am 17. Februar 2018 ausgedockt, erfolgte am 19. April 2018 die Ablieferung an den Auftraggeber.
Am 31. Januar 2018 begann schließlich auch der Bau des letzten Schiffes, der Norwegian Encore, unter der Baunummer S. 708. Nach dem Ausdocken am 17. August 2019 wurde sie am 31. Oktober 2019 abgeliefert.
Die drei zuletzt abgelieferten Schiffe der Breakaway-Plus-Klasse sind nochmals größer das erste Schiff der Breakway-Plus-Klasse, die Norwegian Escape. So sind sie rund acht Meter länger und die Decks oberhalb der Brücke sind anders angeordnet. Zudem erhielten sie ein Ducktail. Zudem wurden auch die Rettungsboote anders angeordnet. Ragten sie bei den Norwegian Escape und im Übrigen auch der Norwegian Breakaway und der Norwegian Getaway noch über die Bordwand hinaus, sind die bei den drei jüngsten Schiffen in das Schiff integriert. Bei der Norwegian Encore wurden zudem auch die Decks am Heck anders angeordnet.

## Die Schiffe der Klasse
| Name                  | Baujahr          | IMO-Nummer       | Baunr.           | Tonnage          |                  |                  |
| Breakaway-Klasse      | Breakaway-Klasse | Breakaway-Klasse | Breakaway-Klasse | Breakaway-Klasse | Breakaway-Klasse | Breakaway-Klasse |
| --------------------- | ---------------- | ---------------- | ---------------- | ---------------- | ---------------- | ---------------- |
| Norwegian Breakaway   | 2013             | 9606912          | S. 678           | 145.655 BRZ      |                  |                  |
| Norwegian Getaway     | 2014             | 9606924          | S. 692           | 145.655 BRZ      |                  |                  |
| Breakaway-Plus-Klasse |                  |                  |                  |                  |                  |                  |
| Norwegian Escape      | 2015             | 9677076          | S. 693           | 164.998 BRZ      |                  |                  |
| Norwegian Joy         | 2017             | 9703796          | S. 694           | 167.725 BRZ      |                  |                  |
| Norwegian Bliss       | 2018             | 9751509          | S. 707           | 168.028 BRZ      |                  |                  |
| Norwegian Encore      | 2019             | 9751511          | S. 708           | 169.116 BRZ      |                  |                  |

## Galerie

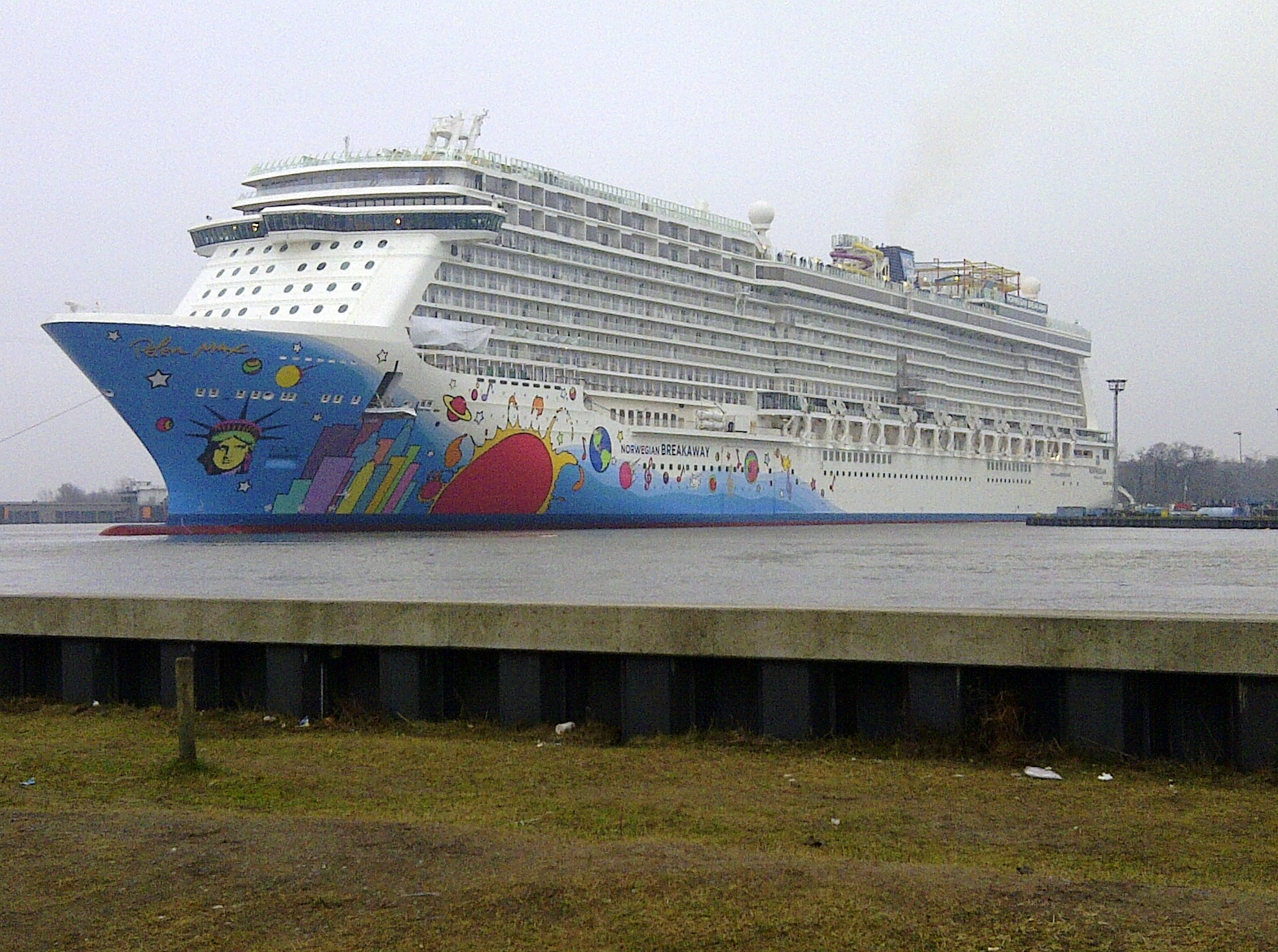
Norwegian Breakaway
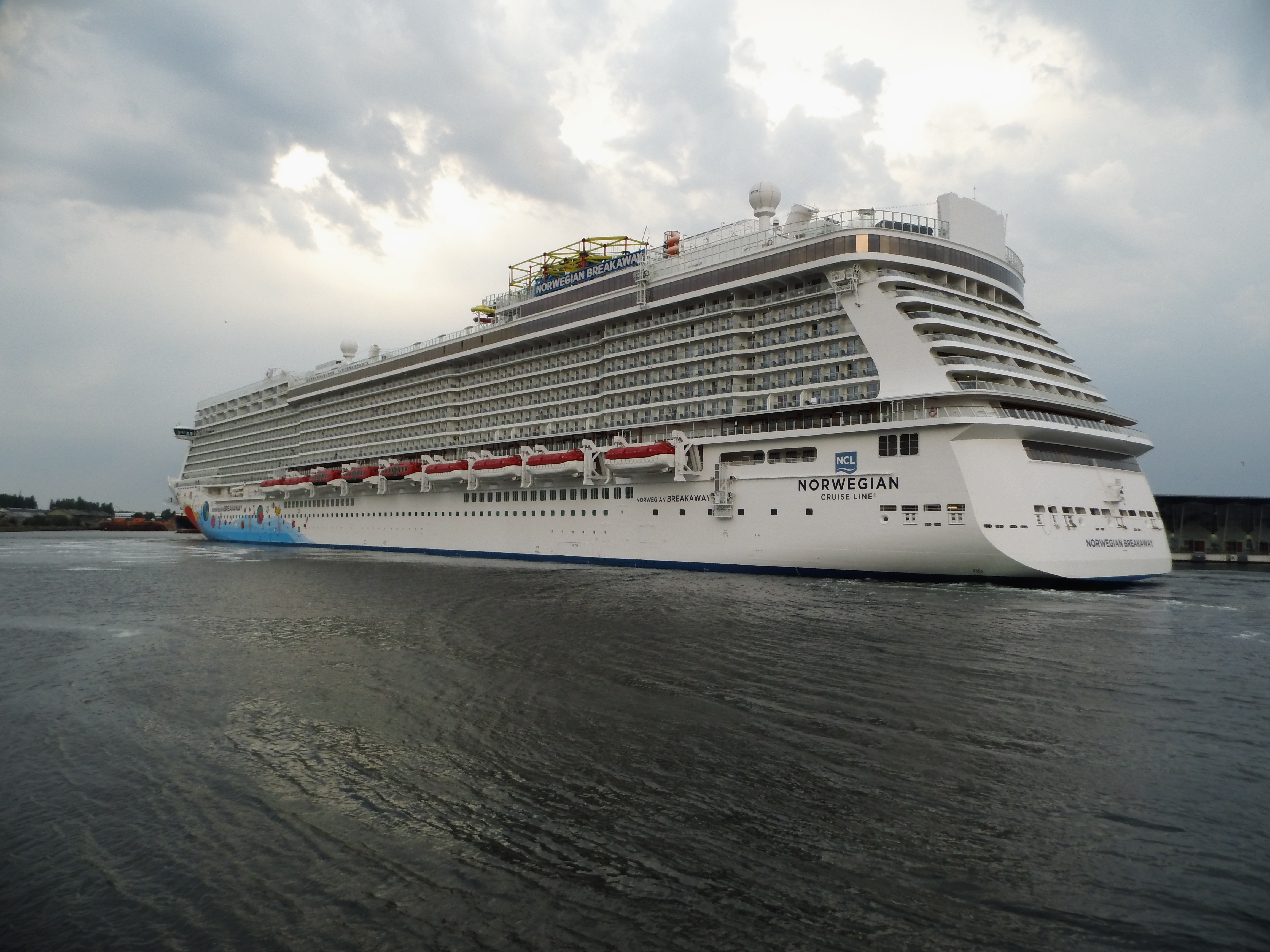
Norwegian Breakaway
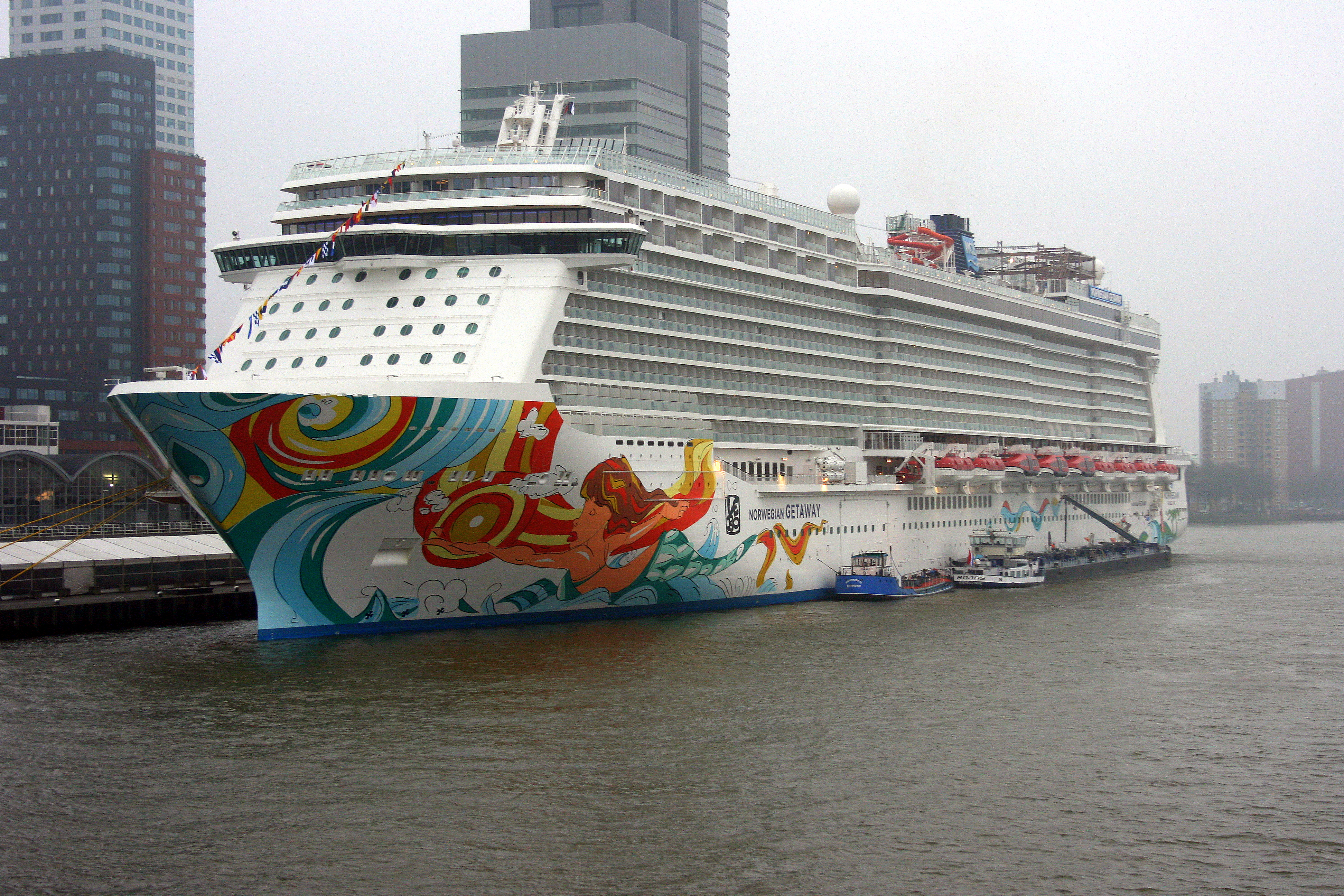
Norwegian Getaway
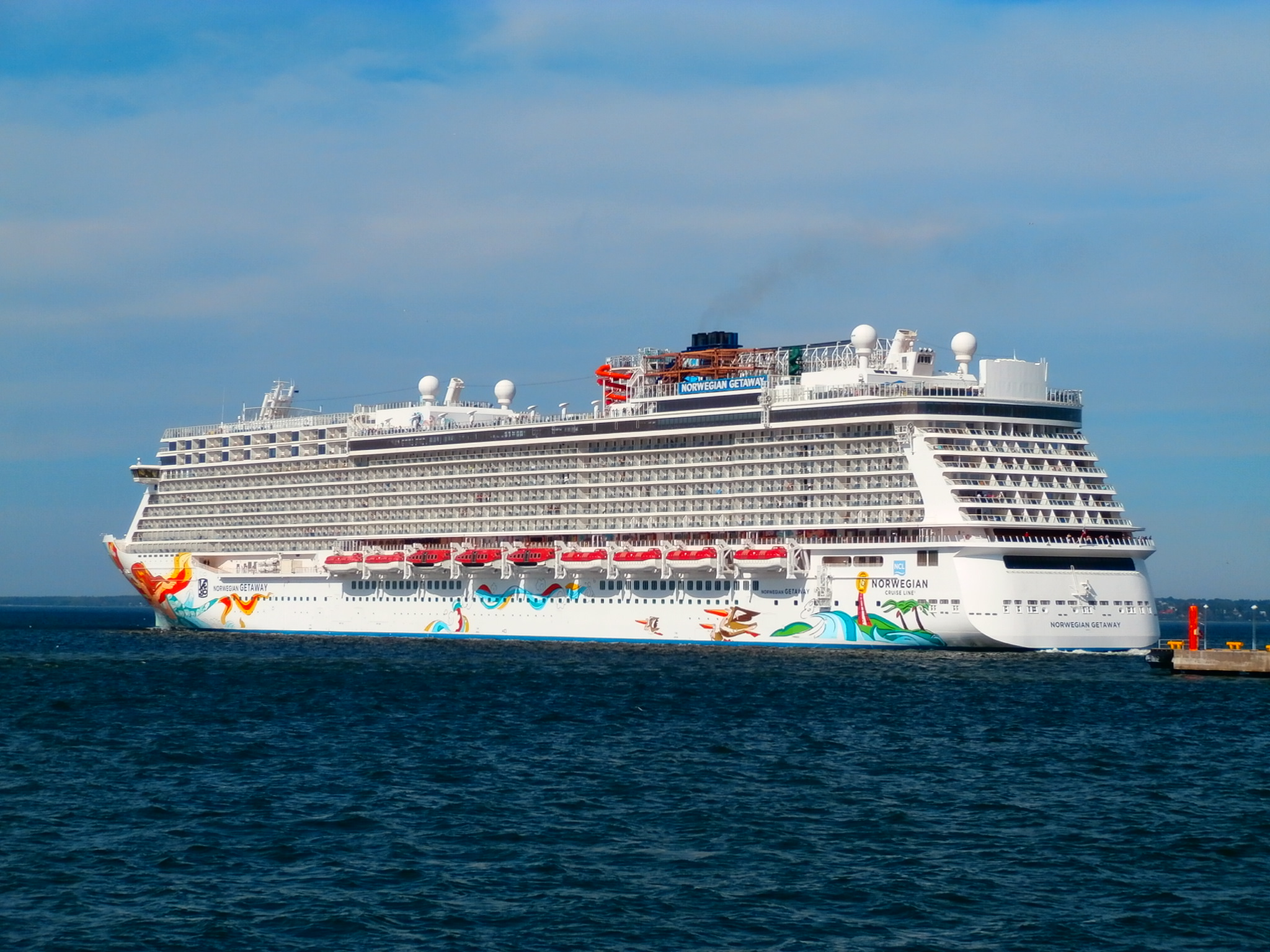
Norwegian Getaway
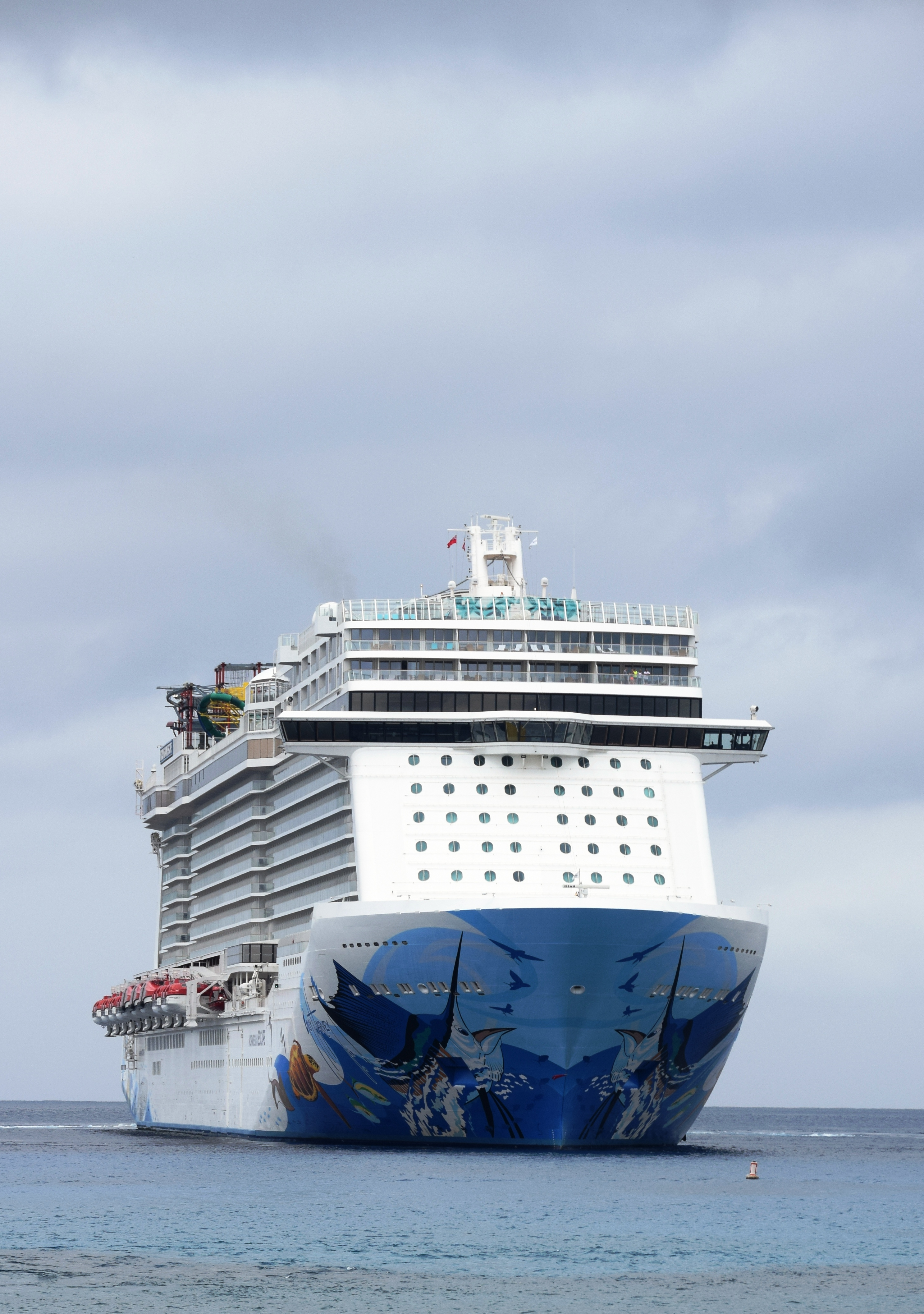
Norwegian Escape, zu erkennen das zusätzliche Deck
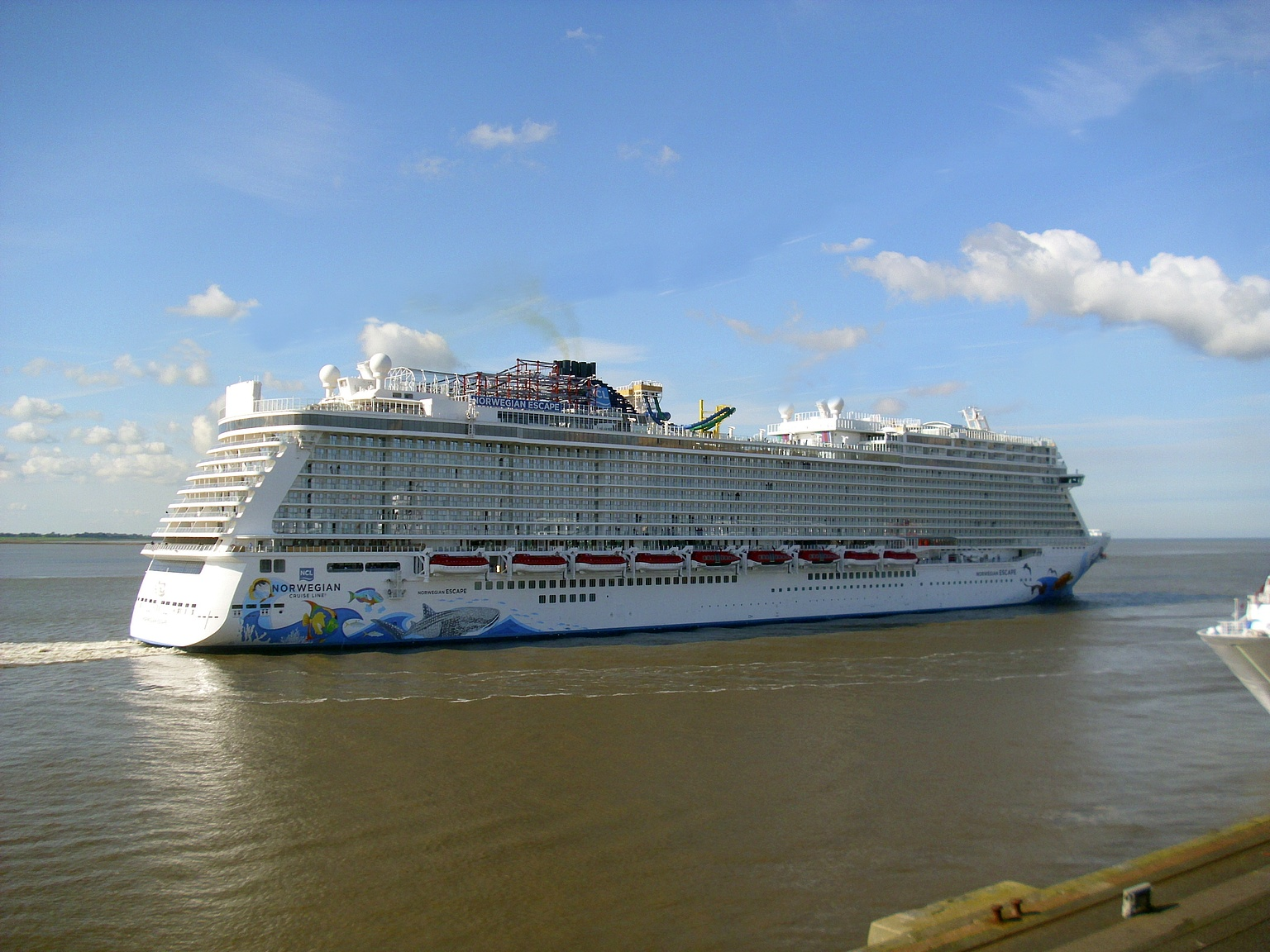
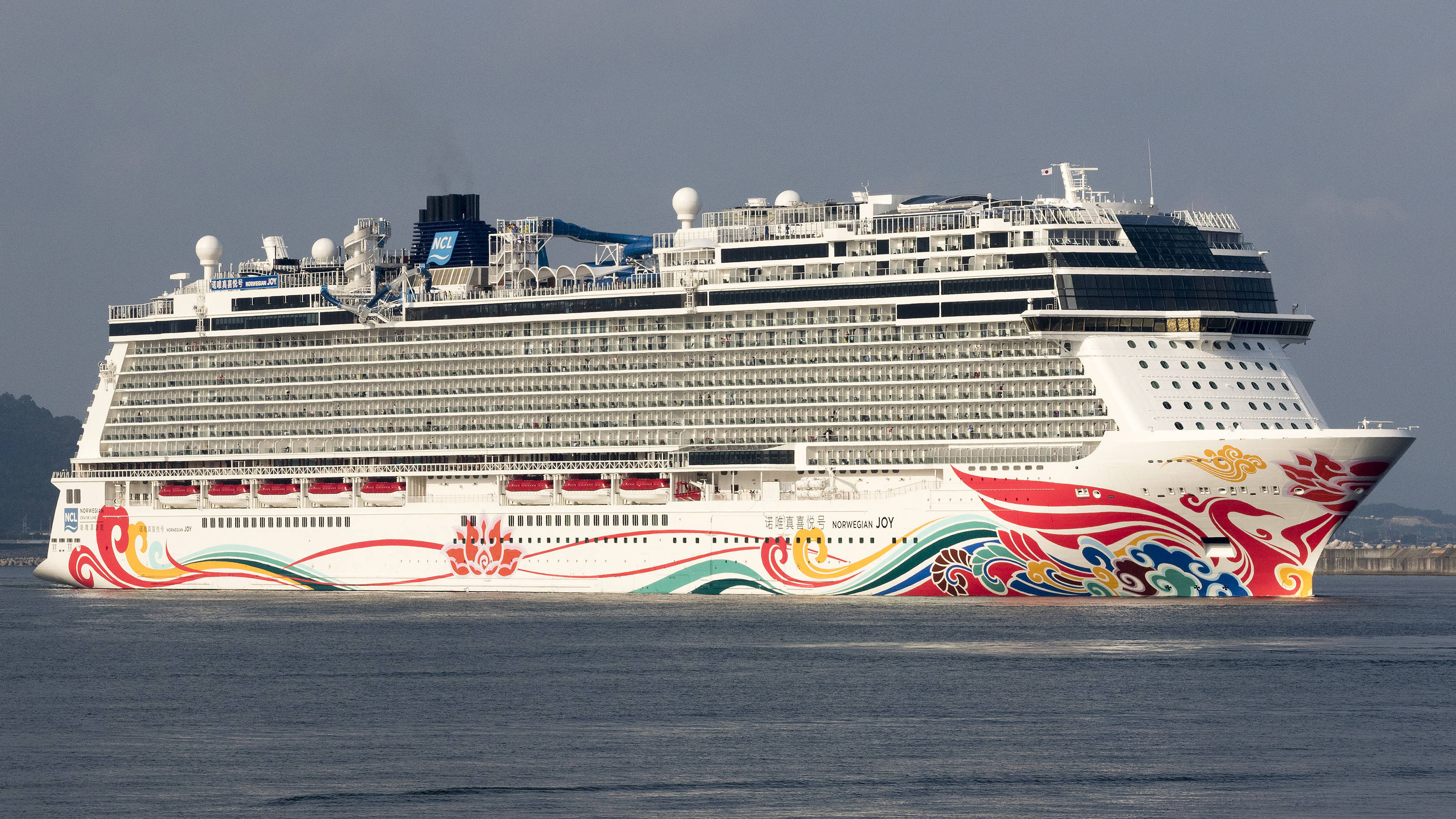
Norwegian Joy, zu erkennen der veränderte Decksaufbau oberhalb der Brücke
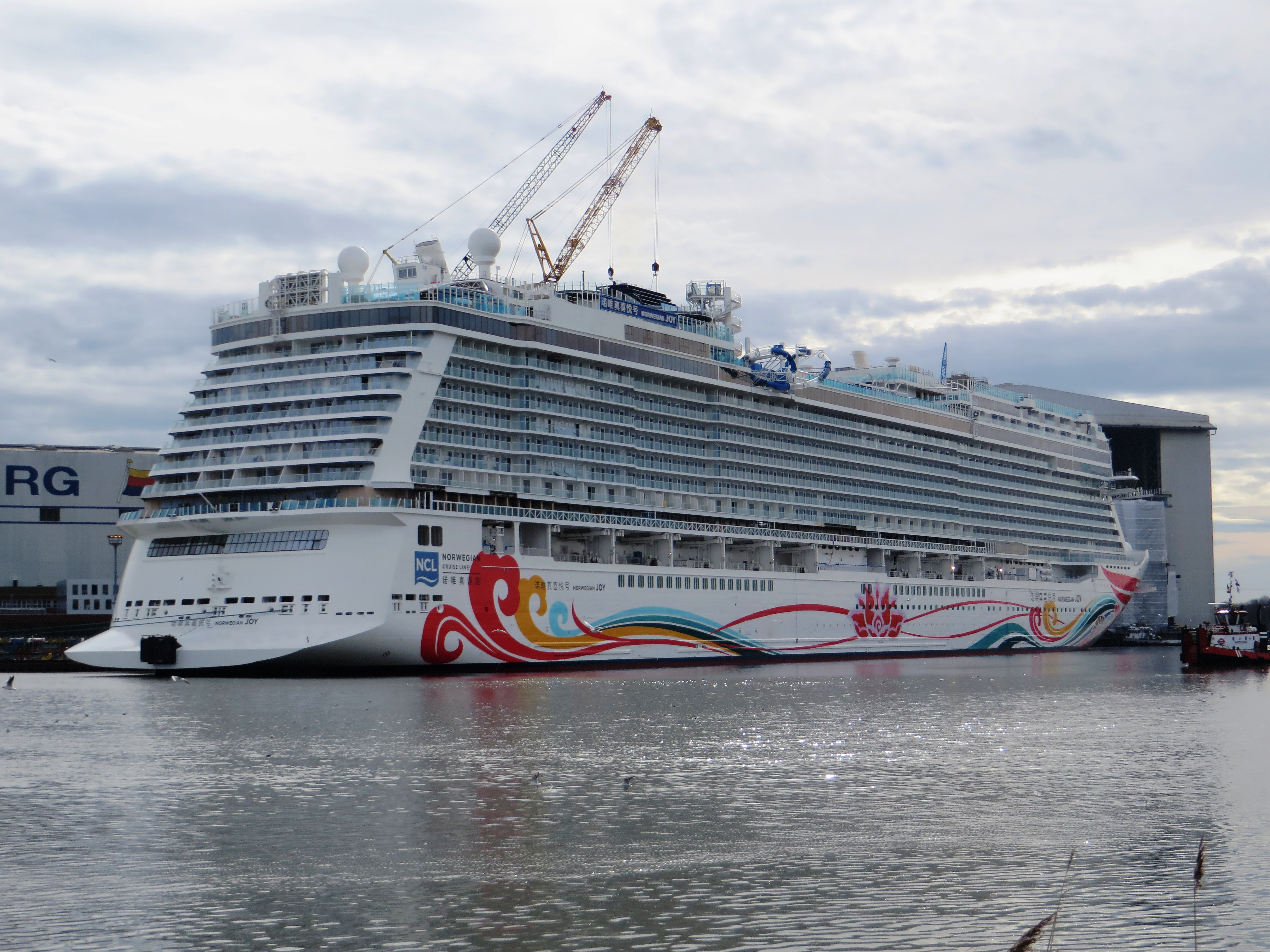
Norwegian Joy
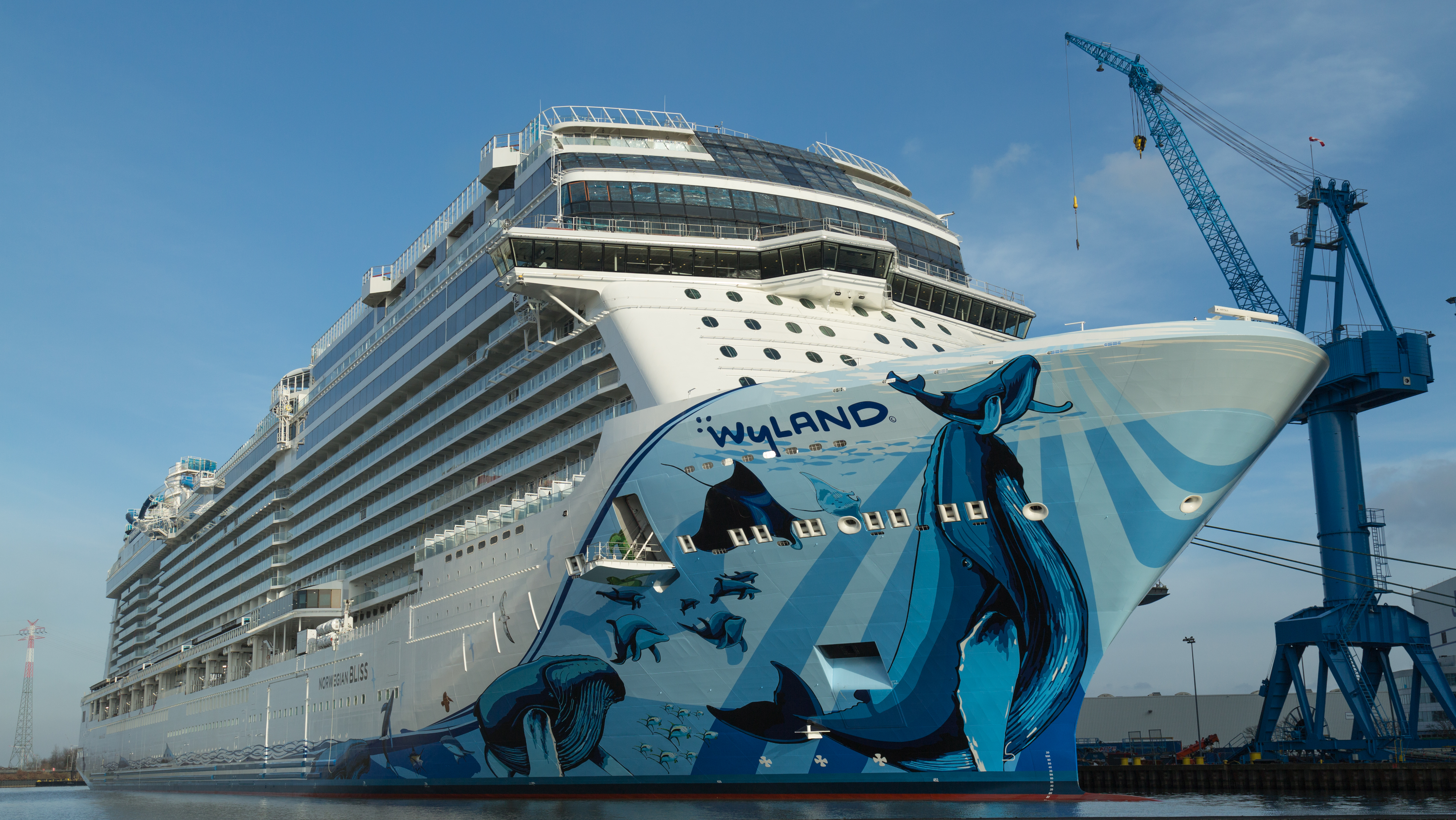
Norwegian Bliss
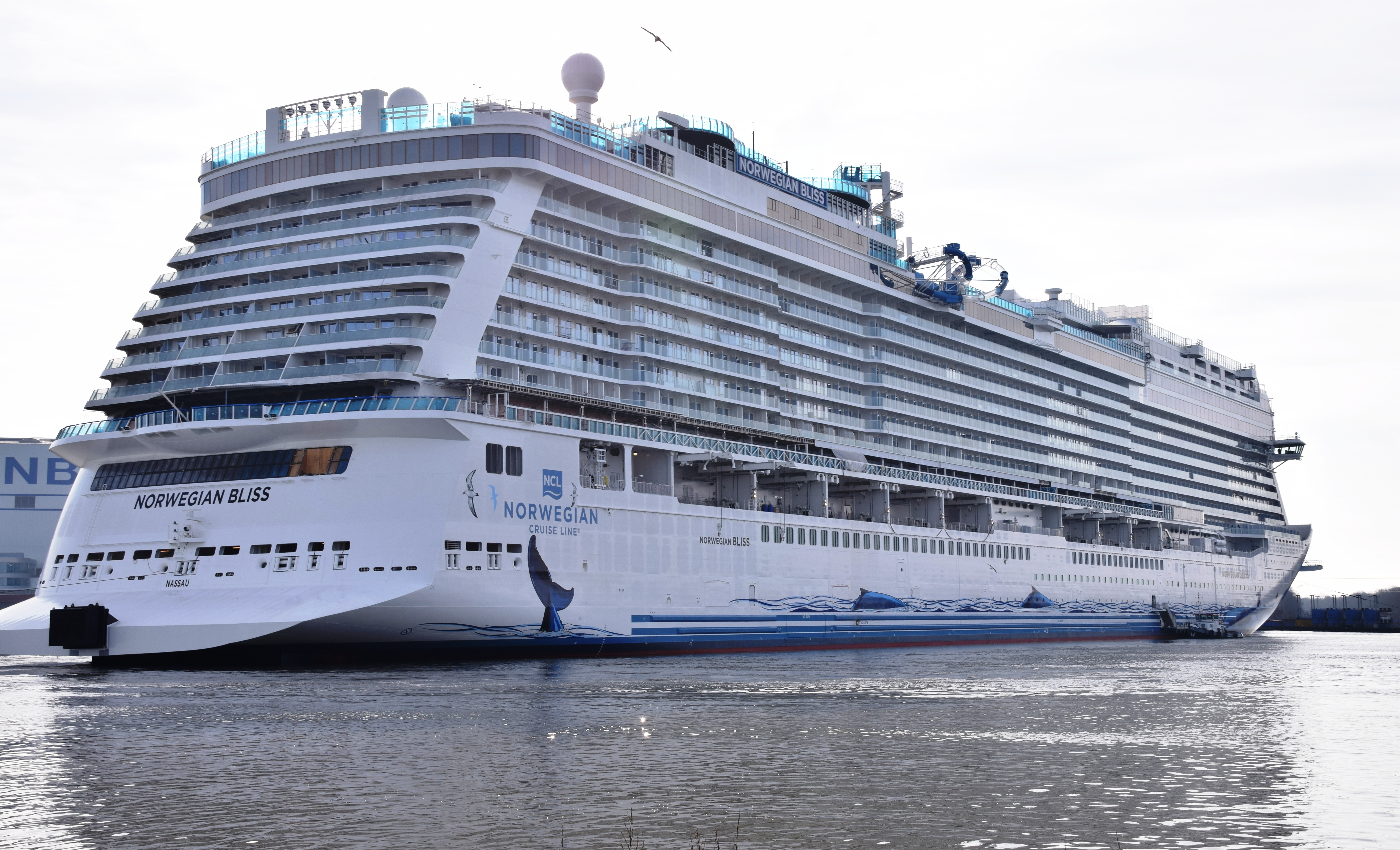
Norwegian Bliss
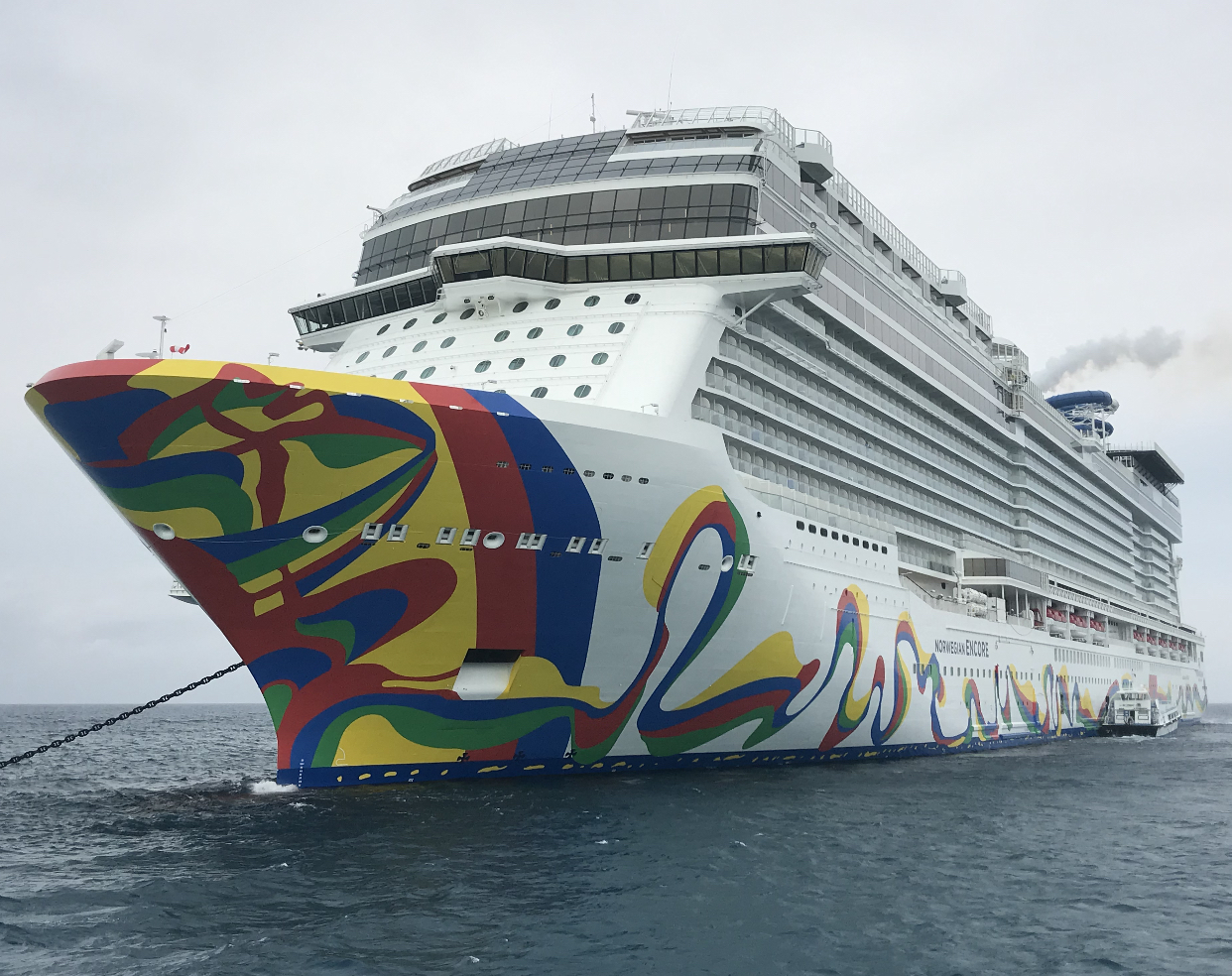
Norwegian Encore
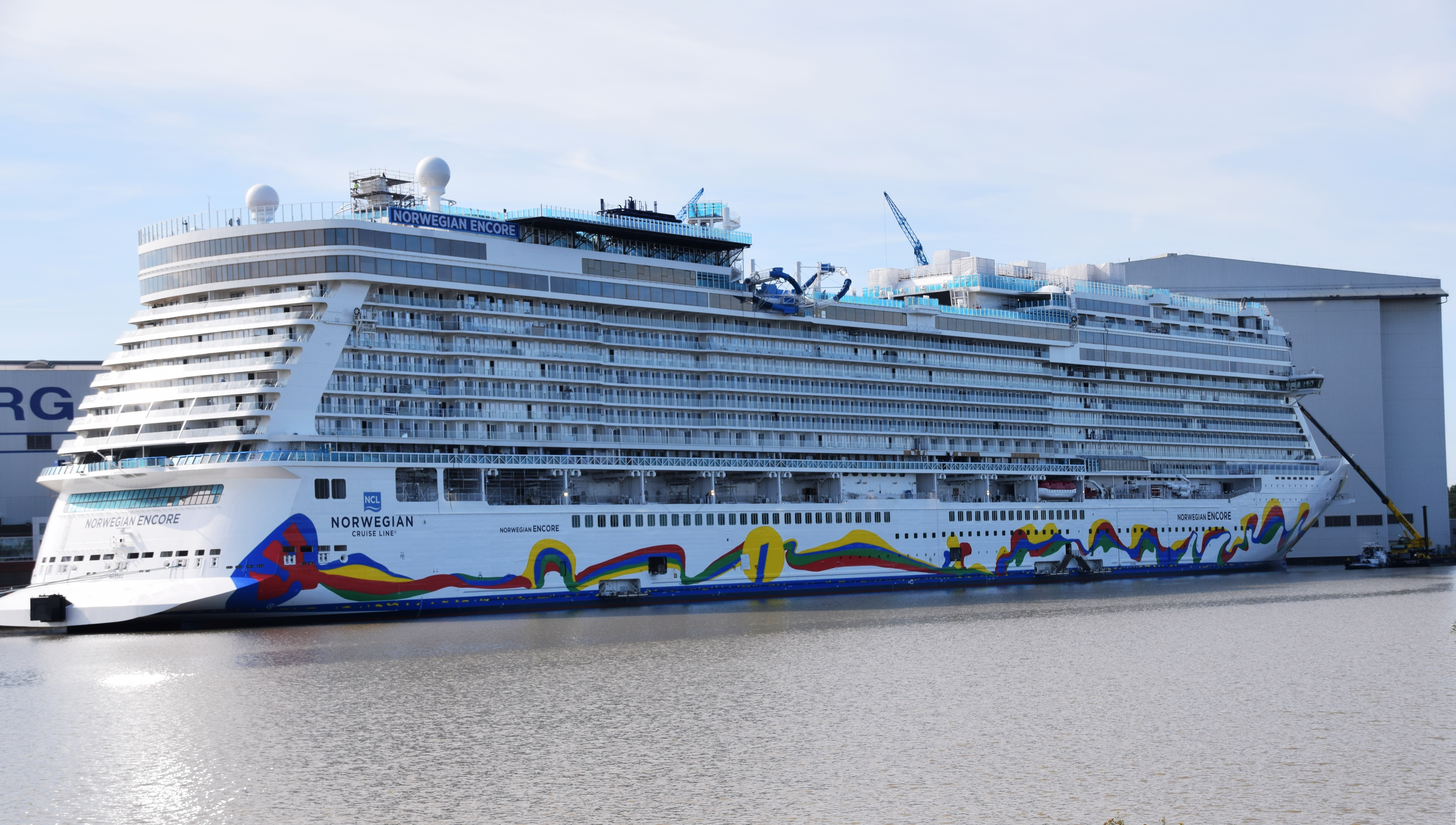
Norwegian Encore, zusätzliches Deck am Heck